# 埃斯
埃斯（法語：Hesse，法語發音：[ɛs] ⓘ；洛林法兰克语：Hess）是法国摩泽尔省的一个市镇，属于萨尔堡-萨兰堡区。

## 地理
埃斯（48°41'42"N, 7°2'49"E）面积12.85 平方千米，位于法国大東部大區摩泽尔省，该省份为法国东北部内陆省份，是洛林的一部分，西南接默尔特-摩泽尔省，东临下莱茵省，北与卢森堡和德国接壤。
与埃斯接壤的市镇（或旧市镇、城区）包括：布鲁代尔多夫、比勒洛林、阿尔特兹维莱、埃尔默朗日、伊姆兰、尼坦、萨尔堡、什内肯比什。

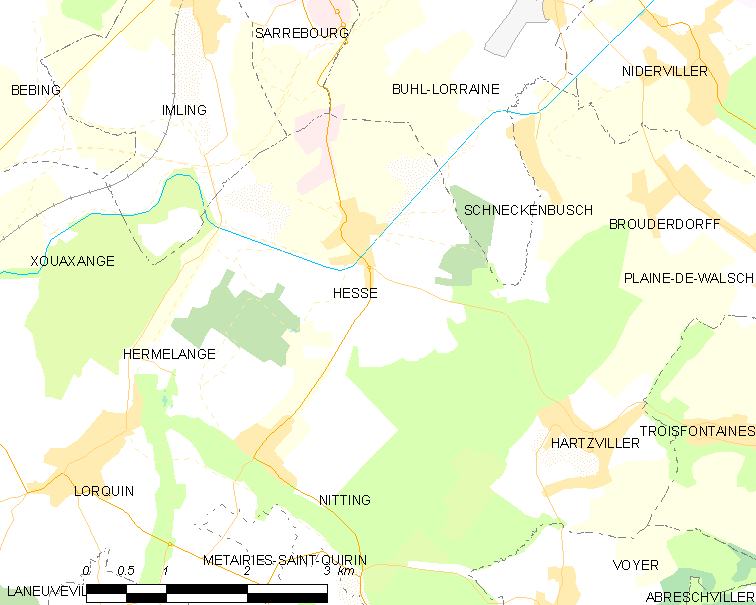
埃斯的OSM定位图

埃斯的时区为UTC+01:00、UTC+02:00（夏令时）。

## 行政
埃斯的邮政编码为57400，INSEE市镇编码为57321。

## 政治
埃斯所属的省级选区为法尔斯堡县。

## 人口

1962-2008年间埃斯人口变化图示

埃斯于2022年1月1日时的人口数量为552人。